# Taufbecken Diou (Allier)

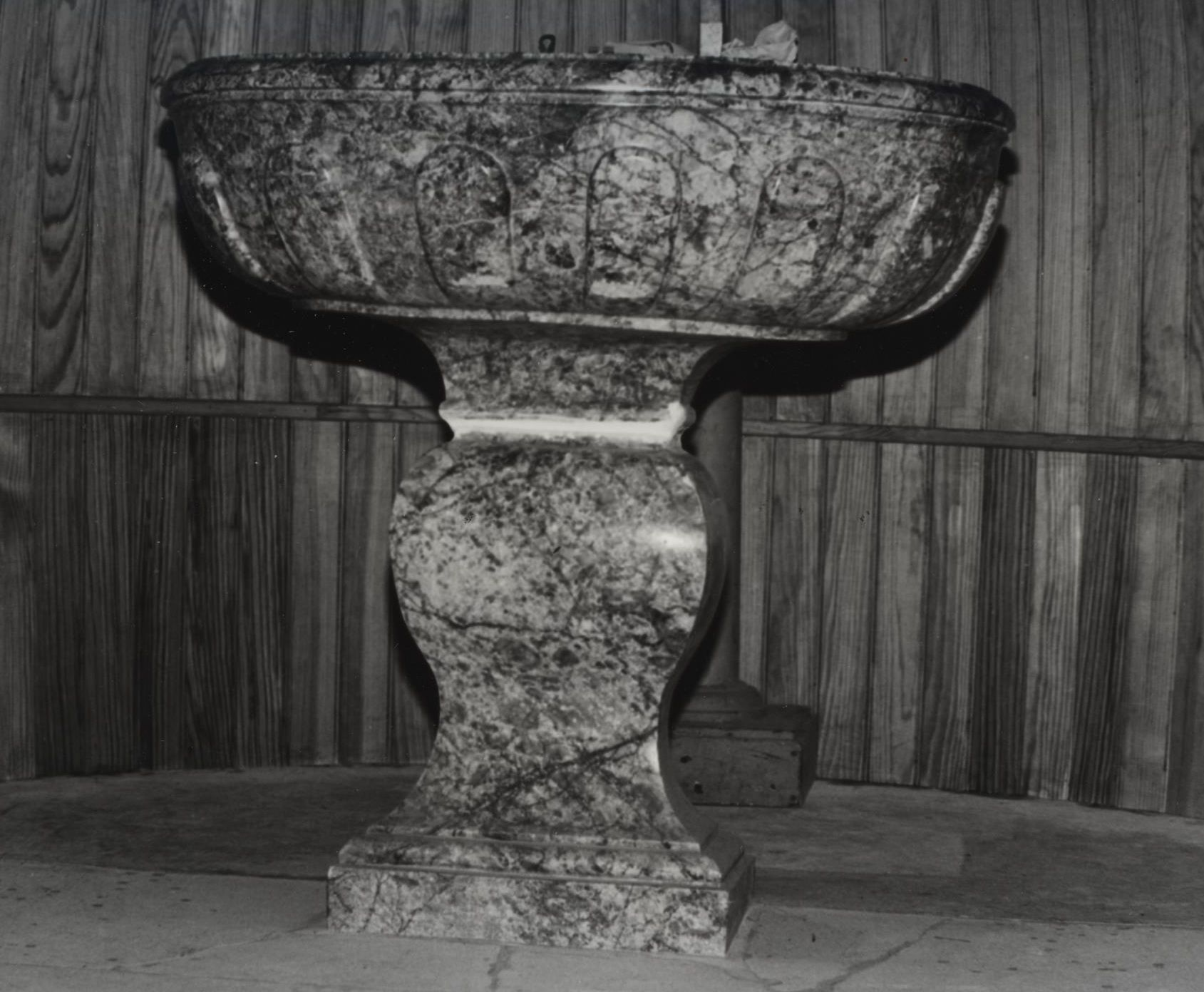
Taufbecken in Diou

Das Taufbecken in der Kirche St-Cyr-Ste-Juliette in Diou, einer französischen Gemeinde im Département Allier der Region Auvergne-Rhône-Alpes, wurde 1751 geschaffen. Das Taufbecken aus heimischem Marmor ist seit 1975 als Monument historique in die Liste der geschützten Objekte (Base Palissy) in Frankreich aufgenommen.
Das ovale, zweigeteilte Becken steht auf einem ausgebauchten Sockel und ist rundum mit dekorativen Streifen versehen.